# Kemisk-Tekniska Leverantörförbundet
Kemisk Tekniska Företagen, KTF, tidigare Kemisk-Tekniska Leverantörförbundet, är en branschorganisation för företag som importerar, tillverkar eller marknadsför kemtekniska konsumentprodukter som kosmetik, hygienprodukter, tvättmedel och rengöringsmedel. Organisationen har närmare 150 medlemsföretag. 
Färg- och limfabrikanternas förening Sveff ingår i KTF.